# (48737) Cusinato
(48737) Cusinato  es un asteroide perteneciente al cinturón de asteroides, descubierto el 8 de marzo de 1997 por Vittorio Goretti desde el Observatorio de Pianoro, en Italia.

## Designación y nombre
Cusinato se designó inicialmente como 1997 ER11.
Más adelante fue nombrado en honor al astrónomo aficionado italiano y amigo del descubridor, Piergiorgio Cusinato.

## Características orbitales
Cusinato orbita a una distancia media del Sol de 2,3445 ua, pudiendo acercarse hasta 1,9007 ua y alejarse hasta 2,7882 ua. Tiene una excentricidad de 0,1892 y una inclinación orbital de 1,2911° grados. Emplea en completar una órbita alrededor del Sol 1311 días.

## Características físicas
Su magnitud absoluta es 15,3.